# Segestria nekhaevae
Espèce
Segestria nekhaevae est une espèce d'araignées aranéomorphes de la famille des Segestriidae.

## Distribution
Cette espèce est endémique du Tadjikistan. Elle se rencontre sur le mont Ghissar.

## Description
La femelle holotype mesure 12,0 mm.

## Étymologie
Cette espèce est nommée en l'honneur d'Anna A. Nekhaeva.

## Publication originale
- Fomichev & Marusik, 2020 : Notes on the spider genus Segestria Latreille, 1804 (Araneae: Segestriidae) in the East Palaearctic with description of three new species. Zootaxa, no 4758(2), p. 330-346.